# Lý Quảng
Lý Quảng (chữ Hán: 李廣, phiên âm Wade–Giles: Li Kuang, bính âm: Li Guang, ? - 119 TCN), còn có biệt danh là Phi tướng quân (飛將軍), là một võ tướng dưới thời nhà Hán trong lịch sử Trung Quốc, người Lũng Tây, nổi tiếng là biệt tài cưỡi ngựa bắn cung. Theo ghi chép trong bộ Sử ký của Tư Mã Thiên thì Lý Quảng là con cháu của Lý Tín và là tổ tiên của các vị vua nhà Đường (theo Cựu và Tân Đường thư). Trong khoảng thời gian cầm quân của mình, Lý Quảng nhiều lần tham gia các chiến dịch chống lại bộ tộc Hung Nô ở miền bắc Trung Quốc. Năm 119 TCN, do sơ suất trong một lần ra trận giao tranh với Hung Nô nên ông hội quân trễ với các cánh quân khác và vô tình tạo điều kiện cho thiền vu Hung Nô trốn thoát, nên bị đưa ra xét xử. Do cho đó là một sự sỉ nhục, Lý Quảng đã tự sát.

## Tổ tiên
Theo Tân Đường Thư, phần Tông thất thế hệ biểu thì tổ tiên của Lý Quảng chính là Lão Tử, người được cho là đã sáng lập ra Đạo giáo. Còn theo Sử ký Tư Mã Thiên, Lý Quảng là con cháu của Lý Tín, danh tướng có công trong việc thống nhất Trung Quốc dưới thời nhà Tần. Ban đầu gia đình ông sinh sống ở vùng Hòe Lý, sau dời đến huyện Thanh Kỉ. Từ nhỏ Lý Quảng đã được học bắn cung và học được biệt tài này.

## Tòng quân và thăng tiến
Năm 166 TCN, quân Hung Nô xâm phạm vùng biên giới nhà Hán, đánh vào Tiêu Quan. Lý Quảng bèn xin gia nhập quân đội cùng đánh quân Hồ. Nhờ tài năng của mình, Lý Quảng ngay từ lúc đầu đã lập được nhiều công trạng nên được phong làm Lang trung lệnh, sau thăng làm Võ kị thường thị, hưởng lương 800 hộc. Hán Văn Đế cảm phục tài năng của ông, có lần đã bảo
Tiếc thay, ngươi không gặp thời! Nếu ngươi sinh thời Cao Đế thì làm chức Vạn hộ hầu chẳng cần phải nói.
Sang thời Hán Cảnh Đế, Lý Quảng được bổ nhiệm làm đô úy quận Lũng Tây. Năm 154 TCN, khi bảy nước chư hầu tạo phản, Lý Quảng đi theo đại tướng Chu Á Phu dẹp loạn, đánh bại liên quân Ngô Sở. Tuy nhiên do trong trận đánh này, Lý Quảng lại nhận ấn tướng quân của Lương Vương nên triều đình quyết định không thăng thưởng của ông, đổi sang làm thái thú quận Thượng Cốc để chống Hung Nô. Một thời gian sau, do lời khuyên của Công Tôn Hồn Da nên Hán Cảnh Đế quyết định chuyển ông sang làm thái thú Thượng Quận.

## Giao tranh với Hung Nô ở Mã Ấp
Sang thời Hán Vũ Đế, Lý Quảng được thăng lên chức Vệ úy cung Vị Ương. Sang năm 133 TCN, để chuẩn bị gây chiến với Hung Nô, Hán Vũ đế theo ý kiến của đại thần Vương Khôi, quyết định sử dụng chính sách lợi dụng tài vật để dẫn dụ Hung Nô ra quân trước, sai Lý Quảng làm Phiêu kị tướng quân, Công Tôn Hạ làm Kinh Xa tướng quân, Hàn An Quốc làm Hộ quân dẫn 30 vạn quân mai phục ở sơn cốc gần khu vực Mã Ấp. Tuy nhiên về sau do thiền vu biết được ý đồ của nhà Hán nên rút quân. Lý Quảng đành trở về mà vẫn chưa lập được công.

## Thoát khỏi tay Hung Nô
Sang năm 129 TCN, Lý Quảng lại được lệnh ra trận chống Hung Nô, cùng với Công Tôn Ngao, Công Tôn Hạ và Vệ Thanh. Cánh quân của ông tiến vào vùng Nhạn Môn nhưng bị quân Hung Nô đánh tan. Thiền vu Y Trĩ Tà biết ông là người giỏi nên ra lệnh chỉ được bắt sống.
Khi quân Hung Nô bắt được Lý Quảng (lúc đó đã bị thương), chúng cho đặt ông vào giữa hai con ngựa, ràng dây để đặt ông nằm. Khi đi hơn mười dặm, Lý Quảng bèn giả vờ chết, và liếc nhìn thấy tên lính Hung Nô cưỡi một con ngựa hay. Chợp thời cơ, Lý Quảng liền nhảy tót lên con ngựa đó, đẩy tên lính xuống và giật lấy cung của hắn, sau đó chạy về phía nam vài mươi dặm thì bị quân Hung Nô đuổi theo. Lý Quảng vừa chạy vừa lấy cung của tên Hồ bắn các quân kỵ đuổi theo, vì thế được thoát.

## Mất chức và phục chức
Sau khi Lý Quảng về kinh, triều đình giao Quảng cho các quan xét tội. Các quan cho rằng số người và ngựa của Lý Quảng chết và lạc mất nhiều, bản thân ông bị giặc bắt sống nên kết án chém đầu. Ông bèn đem tiền ra chuộc mạng nên được về làm dân thường.
Nhà của Lý Quảng ở gần nhà người cháu của Dĩnh Âm hầu Quán Anh. Hai người từ khi về quê thường cùng nhau vào trong núi săn bắn. Một lần khi về đến đình Bá Lăng, viên úy Bá Lăng say, quát Quảng dừng lại. Người cưỡi ngựa theo Quảng nói thân thế của ông nhưng viên úy vẫn một mực giữ ông ngủ lại dưới đình.
Mấy năm sau, Hung Nô lại dẫn quân đánh Hán, giết quan thái thú Liêu Tây, đánh bại quân của tướng Hàn An Quốc. Hán Vũ Đế bèn gọi ông về triều là thái thú Hữu Bắc Bình. Ông bèn xin cho viên úy Bá Lăng cùng di, khi y tới Lý Quảng sai chém chết. Từ khi Lý Quảng ra Bắc Bình, quân Hung Nô hoảng sợ không dám đến nữa.
Trong thời gian đó, có lần Lý Quảng đi săn, thấy tảng đá ở trong cỏ, tưởng là con hổ, ông dương cung bắn đến khi kiểm tra thì ra là một tảng đá nhưng mũi tên của ông bắn vào đã ngập tảng đá.

## Tự sát
Mấy năm sau, Hán Vũ Đế phong Lý Quảng làm chức Lang trung lệnh thay cho Thạch Kiến vừa mất.
Năm 123 TCN, Lý Quảng lại được lệnh ra đánh Hung Nô nhưng không lập được công.
Sang năm 121 TCN, Hán Vũ Đế lại cử Lý Quảng cùng Vệ Thanh và Hoắc Khứ Bệnh. Cánh quân của ông gồm 4000 quân kị được lệnh tiến ra Hữu Bắc Bình, cùng đi với Bác Vọng hầu Trương Khiên nhưng khác đường. Khi đi được độ vài trăm dặm, Lý Quảng giao tranh với 40 vạn quân của Tả Hiền Vương Hung Nô. Thấy quân lính hoảng sợ, Lý Quảng sai con là Lý Cảm ra đánh, Lý Cảm cho rằng quân Hồ dễ đối phó, do đó quân sĩ yên lòng.
Lý Quảng cho bày trận đánh Hung Nô nhưng chưa gì thì tên đã gần hết mà quân lính cũng thiệt hại nhiều. Ông bèn ra lệnh cho quân cứ giương cung chứ đừng bắn. Rồi Quảng thân cầm nỏ đại hoàng bắn các tì tướng của giặc, giết được mấy tên.
Sang ngày hôm sau, nhờ sự giúp đỡ của Trương Khiên, Lý Quảng ra sức đánh Hung Nô, buộc chúng giải vây rút lui. Nhưng quân của Lý Quảng cũng mất gần hết, ông buộc lòng phải lui về.
Năm 119 TCN, Hán Vũ Đế lại ra quân đánh Hung Nô. Lý Quảng nhiều lần tự xin đi. Hán Vũ Đế thấy ông già nên ban đầu không cho, sau mới thuận, nhưng lại bảo Vệ Thanh không được cho ông đối địch với Hung Nô.
Khi đưa quân ra ngoài cửa ải, đại tướng Vệ Thanh biết nơi Thiền Vu Hung Nô đóng, bèn thân hành đem tinh binh đi đánh, sai Lý Quảng đem quân đi đường phía Đông quanh co và xa. Lý Quảng bèn xin đi tiên phong.
Bấy giờ tướng Công Tôn Ngao lại vừa mất tước, đi theo Vệ Thanh. Thanh muốn cùng Ngao sang đánh Thiền Vu cho nên mới đổi tiền tướng quân Quảng vào việc khác, do đó ông không nghe lời Lý Quảng, sai người đưa thư cho Lý Quảng bảo mau đem quân về phía đông. Lý Quảng tức giận không thèm từ giã, đem quân ra lối phía đông, nhưng vì không có người dẫn đường có khi lạc cả lối, nên đến sau.
Vệ Thanh ra quân thắng trận nhưng không bắt được thiền vu đành trở về, gặp quân của Lý Quảng. Vệ Thanh sai viên trưởng sử đem rượu và lương khô cho ông và hỏi về việc lạc đường. Nhưng ông chưa kịp trình, Vệ Thanh đã đòi các tướng dưới quyền Lý Quảng đến lấy cung. Lý Quảng bảo sẽ tự đến. Sau đó ông bảo người dưới quyền
 Quảng này từ khi kết tóc đánh nhau với Hung Nô, lớn, nhỏ hơn bảy mươi trận. Nay được may mắn theo đại tướng quân đi, giáp chiến với quân của Thiền Vu, mà đại tướng quân lại bắt Quảng phải đem quân đi lối vòng xa, rồi lạc mất đường? Đó há chẳng phải tại trời sao? Vả chăng Quảng ngoài sáu mươi rồi, dù sao cũng không thể mặt mũi nào nhìn bọn thư lại lần nữa!
Sau đó ông rút gươm tự tử. Từ lúc tòng quân năm 165 TCN đến lúc mất năm 119 TCN, Lý Quảng hoạt động 46 năm, thọ hơn 60 tuổi.

## Con cháu
Lý Quảng có ba người con trai là Lý Đương Hộ, Lý Tiêu và Lý Cảm. Lý Đương Hộ và Lý Tiêu đều mất sớm, Lý Đương Hộ có một người con là Lý Lăng.
Không bao lâu sau khi Lý Quảng mất, Lý Cảm oán Vệ Thanh đã làm cho cha mình tự sát, bèn đánh Vệ Thanh bị thương. Ít lâu sau, Cảm theo Hán Vũ Đế đem quân lên đất Ung, tới cung Cam Tuyền đi săn, bị cháu Vệ Thanh là Hoắc Khứ Bệnh giết chết. Hán Vũ Đế không muốn làm lớn chuyện nên nói dối rằng Cảm bị nai húc chết.
Về sau Lý Lăng đem quân giao chiến với Hung Nô thất bại, bèn đầu hàng Hung Nô. Hán Vũ Đế giết mẹ và vợ con của Lý Lăng. Từ đó nhà họ Lý sa sút. Đến đời Đông Hán, con cháu của Lý Quảng là Lý Quyết được nhận chức Đại tư mã. Nhà họ Lý sinh sống ở vùng Lũng Tây qua nhiều năm sau.
Năm 618, khi lập ra nhà Đường, Lý Uyên đã tự xưng mình là con cháu của Lý Quảng, nhưng không có bằng chứng chứng minh.

## Đánh giá
Lý Quảng anh dũng thiện chiến, khiến quân giặc phải khiếp sợ, do đó ông có biệt danh là Phi tướng quân (tướng quân bay).
Tư Mã Thiên trong sử ký đánh giá cao tư cách và tài năng của Lý Quảng, mô tả ông là một người cao lớn, tay dài như tay vượn, tính tình dũng cảm, thanh liêm, được tiền thưởng là chia ngay cho người dưới, ăn uống chung với quân lính, trong nhà thường không có của cải thừa. Ngoài ra ông thường lấy việc bắn tên để tiêu khiển.
Ở cuối phần liệt truyện về Lý Quảng, Tư Mã Thiên nhận xét
Sách dạy rằng: "Thân mình mà chính, không ra lệnh người ta cũng làm. Thân mình mà không chính, dù ra lệnh cũng không ai theo!". Đó phải chăng là chuyện Lý tướng quân!. Tôi xem Lý tướng quân chất phác như người nhà quê, miệng nói chẳng nên lời. Đến khi chết trong thiên hạ quen hay không quen, đều hết sức thương xót. Đó là vì lòng trung thực của ông làm cho tướng sĩ tin yêu. Tục ngữ có câu: "Đào mận không nói, dưới gốc tự nhiên thành đường!". Câu ấy tuy nói việc nhỏ, có thể hiểu ra lẽ lớn vậy
Thi nhân Vương Xương Linh thời nhà Đường có bài thơ khen ngợi Lý Quảng:
Tần thời minh nguyệt Hán thời quan
Vạn lý trường chinh nhân vị hoàn
Đãn sử Long thành phi tướng tại
Bất giao Hồ mã độ Âm san.
Dịch nghĩa:
Vẫn là vầng trăng sáng của đời Tần và quan ải của đời Hán,
Mà người chinh chiến nơi nghìn dặm vẫn chưa trở về.
Nếu như có vị phi tướng ở tại Long Thành,
Thì sẽ không cho ngựa Hồ vượt qua núi Âm sơn.
Ngoài ra, trong bộ tiểu thuyết nổi tiếng Thủy Hử, tác giả cũng đã xây dựng một hình tượng nhân vật thiện xạ giỏi bắn tên là Hoa Vinh, so sánh tài năng của y với ông qua biệt danh Tiểu Lý Quảng.
Tuy nhiên trong Sử Ký lại nêu một số việc này làm kì quặc của Lý Quảng như giết đình úy Bá Lăng chỉ vì ông ta cấm mình đi đêm, dụ hàng hơn tám trăm người rồi lừa họ giết cả trong một ngày... Ngoài ra trong cuộc đời cầm quân, Lý Quảng rất ít khi lập công trạng, mà thường thất bại, hao quân tổn tướng. Về việc này, sử gia Tư Mã Quang đánh giá ông thua kém với Trình Bất Thức cũng là tướng đương thời, tuy không lập công nhưng cũng không bại. Trình Bất Thức cũng từng nói:
Cách chỉ huy quân của Lý Quảng rất giản dị, nhưng nếu quân địch đột nhiên phạm vào, thì không lấy gì chống lại. Có điều quân lính họ sung sướng, thoải mái đều vui lòng chết cho tướng. Quân của ta tuy phiền nhiễu, nhưng quân địch không phạm nổi ta.
Các tướng lĩnh thời cổ thường chủ trương trị quân phải nghiêm minh thì quân mới phục, nhưng Lý Quảng thì ngược lại, luôn khoan dung với cấp dưới của mình, đến nỗi quân không chia ra bộ, ngũ; không bày thành thế trận; đóng đồn gần những nơi sẵn nước, sẵn cỏ, ai nấy đều cho là tiện; đêm không đánh cồng để tự vệ; trong quân doanh giảm giấy tờ, sổ sách, trái hẳn với Trình Bất Thức trong quân chia ra bộ, khoe, hàng ngũ; đóng dinh, bày trận phân minh; đêm đánh cồng; các viên lại coi sổ sách quân lính rất rõ ràng, lính không được nghỉ ngơi. Các tướng lĩnh và nhà quân sự đời sau cũng cho việc cầm quân của Lý Quảng là tối kị của binh gia và chỉ trích cách làm này của ông, điển hình là Hoàng Thuần Diệu đời nhà Minh.

## Gia tộc
- Hậu duệ:

1. Trưởng tử,Lý Đương Hộ, mất khi còn trẻ.
2. Lý Tiêu, mất sớm.
3. Lý Cảm, là đứa con trai duy nhất còn sống sót của ông và vợ cả nên  được Lý Quảng thương yêu, chiều chuộng nên tính ngông cuồng, ngạo mạn, hống hách. Nhân lúc Lý Quảng mất, sỉ nhục và tát Vệ Thanh nên làm Hoắc Khứ Bệnh ghi thù và nhân lúc đi săn giết chết. Hán Vũ Đế sợ mọi chuyện bại lộ nên kêu là Lý Cảm do bị nai húc mà chết.

- Cháu nội:

1. Lý Lăng, thừa hưởng chức Trường Bình Hầu do ông nội, cha và các chú đều đã chết hết. Sau đó, được cử đi bình định hung nô, nhưng giao chiến không lại nên xin hàng. Điều đó khiến Hán Vũ Đế tức giận nên ra lệnh trảm lập quyết mẹ và vợ con của Lý Lăng, nhưng Lý Quyết may mắn thoát chết.

- Cháu cố:

1. Lý Quyết, con trai Lý Lăng, vì đi chơi cùng bè bạn mà thoát nạn, sau đó vì bà nội và mẹ đều đã mất, bố thì lại xin đầu hàng quân địch, nên có chí tiến thủ cao,sau đó lập công lớn và ở chức Đại Tư Mã ở những đầu năm Đông Hán.